# Reatshofen
Reatshofen ist ein Ortsteil der Stadt Wertingen im schwäbischen Landkreis Dillingen an der Donau. Reatshofen wurde am 1. Mai 1978 als Ortsteil von Gottmannshofen in die Stadt Wertingen eingegliedert. Der Ort liegt unmittelbar nordöstlich von Gottmannshofen und ist baulich mit diesem zusammengewachsen. Der Ort hatte im Juni 2021 321 Einwohner.

## Geschichte
Der Ort wurde erstmals 1269/71 als „Räshoven“ genannt. Wichtigster Grundherr war die Herrschaft Wertingen. Das Domkapitel Augsburg, vertreten durch das Obervogtamt Zusamaltheim, und die Martinsstiftung in Augsburg waren ebenfalls im Ort begütert.

## Religionen
Der Ort war immer zu Gottmannshofen eingepfarrt. Die katholische Kapelle St. Maria wurde zwischen 1880 und 1890 errichtet.

## Baudenkmäler
Siehe: Liste der Baudenkmäler in Reatshofen

## Bodendenkmäler
Siehe: Liste der Bodendenkmäler in Wertingen